# توماس فوستر (سياسي)
توماس فوستر هو سياسي كندي، ولد في 24 يوليو 1852 في كندا، وتوفي في 10 ديسمبر 1945. انتخب عمدة تورونتو ‏ (1925 – 1927).